# グーベン協定
グーベン協定（グーベンきょうてい、英：　）は、七年戦争中の1759年8月22日にオーストリア軍とロシア軍が結んだ協定である。

## 協定締結の経緯
クーネルスドルフの勝利の後、ロシア軍の指揮官ピョートル・サルティコフは本国の女帝エリザヴェータに以下のように報告した。
陛下はわが軍の損害に驚かれないでしょう。プロイセン王が彼の敗北をいつも高く売りつけることはご存じですから。 (中略) もし私がもう一度こんな勝利を得ることがあれば、その時は私がたった一人で指揮棒片手にサンクトペテルブルクまで報告に行かねばならないでしょう。
実際、この戦いでは連合軍側も死傷者1万6千を出しており、その損害は大であった。また、この戦争において両国の間には少なからず衝突があり、ロシア軍ではオーストリア軍にいいように利用されているとの不満をもち、一方でオーストリア軍のほうでもロシア軍がいつ同盟を反故にしてプロイセンと結ぶかわからないという警戒があった。このようなことは両軍の共同作戦を困難なものとした。もう1つの同盟国であるフランスから派遣されていたモンタランベール侯はロシア軍の陣営を訪れた時の様子を以下のように報告した。
私は到着して、ロシアの将軍たちがこの戦争の重みで押しつぶされているのを見いだしました。サルティコフ伯が私に繰り返し言ったことは、彼が誰にでも言ったことだと後でわかりましたが、こうなのです。ロシア軍はやるだけのことをやった、ダウン元帥がロシア軍を全部犠牲にする気がなかったならば、彼がプロイセン王を追撃するのになんの障害もなかったであろう。 (中略) 私は、これ以上プロイセン王を追撃しなければこの勝利の成果はオーストリア軍にさらわれてしまうであろうとサルティコフに進言しましたが、無駄でした。彼は答えるのでした。そんな気はないし、一番甘い汁はオーストリア軍にあげよう。ロシア軍はやるだけのことをやったのだ、と。私はペテルブルクでも気づいていたし、ここへ来てもわかったのですが、ロシア人の全てがひそかに信じているのは、ウィーンの宮廷はロシア人の扱いをまるで考えていないし、その意図はこの戦争の重荷をロシア人に背負わせようとしている、ということです。
そして実際のところ両軍は「プロイセン王を怖がっているのだ」とも付け加えた

## 協定の内容
8月22日、サルティコフとオーストリア軍の最高指揮官レオポルト・フォン・ダウンはグーベンで会見をもち、グーベン協定を結んだ。その内容は、両国が単独講和しないことを再確認するとともに、ロシアは東プロイセンを得、オーストリアはシュレージェンを回復することを互いに承認して、オーストリア軍のシュレージェン攻略を優先してベルリン攻撃はしないというものであった。これは、ロシアが勢力均衡の考えからプロイセンの滅亡を望まず、オーストリアはオーストリアで、ロシアがもし大王と交渉して東プロイセンの割譲を得るようなことがあったら、すぐにでも同盟を破棄してしまうだろうと考えていたことから導かれたものであった。

## 条約締結の結果
シュレージェンのダウン軍はサルティコフ軍の南下に合わせて北上し、妨害するプロイセン軍を排除してシュレージェン占領に着手する計画であった。しかし、ハインリヒ軍がダウンをよく阻止したこともあって、ダウン軍は方針を変えてザクセンに転進してしまった。サルティコフはダウンの協定違反に怒り、もしくはそれを口実にしてシュレージェン進出を中止、ポーランドへ引き返した。大王は再編成した軍を指揮して南下するロシア軍の後を追うつもりだったが、ロシア軍のポーランドへの撤退を知ってこれを中止した。ブランデンブルクもシュレージェンも一息つくことができたが、しかし今度はザクセンが危機に陥ったため、大王は救援のためザクセンに向かった。